# Щепка (повесть)
«Щепка» — повесть Владимира Зазубрина, написанная в 1923 году и рассказывающая о деятельности чрезвычайных комиссий во времена красного террора в ходе Гражданской войны в России.

## История
Материал к повести был получен Зазубриным во время службы в рядах РККА. Основой повести послужили беседы автора с сотрудниками ЧК, непосредственными участниками и исполнителями «красного террора», одним из которых был Ян Карлович Берзин, прототип чекиста Пепла. Впервые была опубликована в 1989 году в литературном журнале «Сибирские огни». В 1992 году по мотивам данного произведения был снят российско-французский фильм «Чекист».
Предисловие было написано Валерианом Правдухиным для предполагавшегося издания повести в 1923 году, но произведение напечатано не было, поэтому и предисловие не увидело свет. Впоследствии и Зазубрин, и Правдухин были расстреляны во время Большого террора конца 1930-х годов.

В. Зазубрин делает попытку найти новую форму для изображения революции. Самый стиль, его ритм — суровый, резкий, скупой и ударный — это ритм революции — по его слову, «прекрасной и жестокой любовницы», которая уничтожила не только старый миропорядок, наше былое, индивидуалистическое прекраснодушие, но и заставляет нас жить, чувствовать по-иному, утверждает новую поступь, ритмику наших душевных переживаний.
— В. Правдухин в предисловии «Повесть о революции и личности»

## Персонажи
- Андрей Срубов — главный герой повести, начальник губернской Чрезвычайной комиссии
- Исаак («Ика») Кац — чекист, друг Срубова со времён гимназии и революционного подполья
- Ян Карлович Пепел — чекист, заведует отделом агентуры в губернской Чрезвычайной комиссии
- Алексей Боже
- Ефим Соломин
- Иван Мудыня
- Наум Непомнящих
- Семён Худоногов

## Экранизации
По мотивам повести был снят фильм «Чекист» — художественный фильм из проекта «Русские повести»; драма, поставленная режиссёром Александром Рогожкиным в 1992 году. Главный герой — начальник губернского ЧК, принимающий участие в бессудном вынесении приговоров и расстрелах сотен людей. Лента была представлена в программе «Особый взгляд» Каннского кинофестиваля в 1992 году.
Одна из центральных тем данной картины — внутренняя трагедия интеллигента Срубова, выражаемая в его попытке оправдать насилие нуждами большевистской революции. В отличие от своих малообразованных соратников, для которых проводимые в застенках массовые расправы являются делом исторической мести тем, кого они считают своими врагами, Срубов пытается выстроить философию, которая могла бы оправдать кровопролитие общественным благополучием. Априорная неразрешимость поставленного вопроса приводит его к невыносимым мукам совести и далее к окончательному умопомешательству. Ведь жизнь в окружении мёртвых оказывается куда страшнее, чем смерть в окружении живых.